# Urgleptes debilis
Urgleptes debilis es una especie de escarabajo longicornio del género Urgleptes, tribu Acanthocinini, subfamilia Lamiinae. Fue descrita científicamente por Melzer en 1932.

## Descripción
Mide 3 milímetros de longitud.

## Distribución
Se distribuye por Brasil.